# Oleg Nikolaevič Frelich
Oleg Nikolaevič Frelich (Mosca, 24 marzo 1887 – Mosca, 6 settembre 1953) è stato un regista cinematografico russo naturalizzato sovietico.

## Filmografia (parziale)

### Regista
- La prostituta (1926)[1][2]
- Il carro coperto (Krytyj furgon) (1927)
- La lebbrosa (1928)[3][4]